# Cahokia Mounds
Cahokia Mounds je arheološki lokalitet drevnog indijanskog grada misisipijske kulture koji se nalazi izravno nasuprot modernog grada St. Louisa, na drugoj obali rijeke Mississippi (Illinois, SAD). Danas je pretvoren u „spomenik državne povijesti” površine 890 ha kojim upravlja „Ured za očuvanje povijesti Illinoisa”. U njemu se nalazi oko 80 umjetnih zemljanih humaka drevnog grada koji se nekada rasprostirao na čak 9,6 km² i imao je preko 120 takvih humaka različitih veličina, oblika i namjena. Uključujući i najveću indijansku građevinu sjeverno od Meksika, Svećenikov humak (Monks Mound).
Naziv mu potječe po nazivu plemena Illinois Indijanaca i nasljednika misisipijske kulture, Cahokia, koji je obitavao na ovom području u vrijeme dolaska Francuza, te od množine za humak na engleskom jeziku, mounds, te znači „Humci Cahokia”.
Cahokia Mounds je bio najveći i najjutjecajniji grad misisipijske kulture koja se od oko 600. do 1400. godine rasprostirala većinom sjeveroistoka današnjeg SAD-a. On se smatra najvažnijim arheološkim lokalitetom pretkolumbovske Sjeverne Amerike. Zbog toga je Povijesni spomenik Cahokia Mounds upisan na UNESCO-ov popis mjesta svjetske baštine u Sjevernoj Americi 1982. godine.

## Povijest
Cahokia je nastao oko 800. godine jedinstvenom evolucijom velikog prapovijesnog poljoprivrednog naselja u urbano naselje komplesne društvene organizacije. Njegovih oko 10.000 stanovnika je živjelo s jasnom podjelom rada i vladali su im teokratski nasljedni vladari. 
Na vrhuncu u 13. stoljeću Cahokia Mounds je imao oko 40.000 stanovnika, što je više od bilo kojeg europskog grada u to vrijeme. Po broju stanovnika sjevernoamerički gradovi su ga dostigli tek početkom 19. stoljeća, tj. kada je Philadelphia prerasla brojku od 40.000 stanovnika 1780-ih. 
Stanovnici grada nisu ostavili pisane spomenike, te je izvorno ime grada nepoznato. No, ostavili su fantastične zemljane građevine za koje je trebalo prenijeti više od 16,5 tona zemlje u drvenim korpama. 

## Znamenitosti
„Svećenikov humak” (Monks Mound) se uzdiže 30 m u visinu i promjerom od 291 x 236 m pokriva 5,7 ha. Što je nešto veća površina od one koju pokriva Keopsova piramida u Gizi (Egipat), i dosta veća od Piramide sunca u Teotihuacanu (Meksiko). Na vrhu je nekad bila divovska drvena građevina površine 460 m² i visine od oko 15 m.
Tijekom istraživanja koje je proveo dr. Warren Wittry 1960-ih otkriveni su i velika umjetna ovalna udubljenja u tlu, tzv. Woodhenge (asocijacija na Stonehenge u Engleskoj). U njima su drveni stupovi bili poravnani s položajem sunca u određenim razdobljima u godini, te su služili kao kalendar. Woodhenge je najdojmljiviji u zoru tijekom ravnodnevnica kada sunce izlazi na istoku i stupovi se poravnavaju s ulazom na „Svećenikov humak” gdje je stolovao vladar predvodeći ceremoniju „rađanja sunca”. Crveni oker pronađen u nekim rupama stupova daju naslutiti kako su stubovi bili obojeni. 
Granice drevnog Cahokia Moundsa su bile određene velikim palisadnim zidinama iz 12. st. koje su slične europskim citadelama iz metalnog doba. Unutar zidina grad je bio podijeljen na stambena područja, specijalizirana područja i javne ceremonijalne trgove. Uz svako stambeno područje postojali su maleni vrtovi, ali su velika poljoprivredna područja bila izvan grada gdje su se nalazila i manja satelitska sela.
Sva arhitektura Cahokia Moundsa je od zemlje i drveta, a najprisutniji oblik je zemljani humak koji je služio kao uzvišenje za građevinu ili grobni tumul. Nastambe su bile od slaganih dasaka, a iskapanja su dokazala da se iz središta grada vladalo u strogoj hijerarhiji.
Humak br. 60. je povezan zajendičkim obrisima s velikom pravokutnom platformom poznatom kao „Lisičji humak” (Fox Mound). Oni su najvjerojatnije bili povezani kao parni humci, što je bio običaj pri izgradnji humaka u cijelom jugoistoku SAD-a.

## Vanjske poveznice
- Karta Cahokia Moundsa na službenim stranicama parka
- "Metropolitan Life on the Mississippi", Washington Post 12. ožujka 1997. (engl.)
- Woodhenge and the Cahokia Mounds  Arhivirana inačica izvorne stranice od 11. listopada 2008. (Wayback Machine) (engl.)